# Johannes II Orsini
Johannes II Orsini, ook wel bekend als Johannes Komnenos Doukas of Comnenus Ducas (Grieks: Ιωάννης Κομνηνός Δούκας,/ Ioannes Komnenos Doukas; Italiaans: Giovanni II Orsini), was paltsgraaf van Kephalonia van 1323 tot 1324 en Despoot van Epirus van 1323 to 1335.

## Biografie
Johnannes was de zoon van graaf Johannes I Orsini van Kephalonia bij Maria, een dochter van Nikephoros I Komnenos Doukas van Epirus en Maria Doukaina Laskarina. Johannes’ oudere broer Nikolaas Orsini had zich in 1318 meester gemaakt van Epirus na de moord op hun oom Thomas I Komnenos Doukas. In 1323 vermoordde Johannes op zijn beurt zijn broer en volgde hem op, zowel in Kephalonia als in Epirus.